# دانشگاه متروپولیتن تورنتو
دانشگاه متروپولیتن تورنتو (به انگلیسی: Toronto Metropolitan University) یک دانشگاه تحقیقاتی دولتی در مرکز شهر تورنتو واقع در استان انتاریو کانادا است که در سال ۱۹۴۸ میلادی تأسیس شده‌است.
عمدهٔ ساختمان‌های دانشگاه در شمال شرق میدان یانگ - داندس واقع شده‌اند. دانشکدهٔ اقتصاد دانشگاه، دانشکدهٔ مدیریت تد راجرز، در ضلع جنوب غربی میدان یانگ - داندس در خیابان بی و در شمال منطقه اقتصادی تورنتو و همچنین در کنار مرکز تجاری ایتون سنتر واقع شده‌است. دفتر مدیریت دانشگاه نیز در شماره ۱ داندس و ۴۹۵ خیابان یانگ واقع شده‌اند.
رایرسون میزبان بزرگترین دانشکدهٔ اقتصاد در دورهٔ لیسانس در کانادا، دانشکدهٔ مدیریت تد راجرز، و سومین دانشکدهٔ مهندسی لیسانس، دانشکدهٔ مهندسی و علوم معماری، همچنین دانشکدهٔ هنر، دانشکدهٔ طراحی و ارتباطات، دانشکدهٔ خدمات اجتماعی و دانشکدهٔ علوم هست. دانشکده مهندسی عمران دانشگاه متروپولیتن تورنتو هرساله در بین بهترین دانشگاه های کانادا طبقه بندی میشود . 
همچنین در سال ۲۰۱۷ مجوز تأسیس دانشکدهٔ عدالت اجتماعی و حقوق را از مجمع قانون کانادا کسب کرده‌است. این دانشکده سومین دانشکدهٔ حقوق در تورنتو پس از دانشکدهٔ اُسگود دانشگاه یورک و دانشکدهٔ حقوق دانشگاه تورنتو خواهد بود.
علاوه بر ارائه دوره‌های تمام‌وقت و پاره‌وقت لیسانس، فوق‌لیسانس و دکترا، این دانشگاه همچنین دوره‌های گواهی پاره وقت و دوره‌های از راه دور را در دانشکدهٔ تحصیلات تکمیلی ریموند چنگ ارائه می‌دهد.

## تاریخچه
بخش اولیهٔ دانشگاه توسط اگرت رایرسون در سال ۱۸۴۷ به عنوان اولین مؤسسه تربیت معلم در استان افتتاح شد. سپس در سال ۱۸۵۲ به ساختمان جدیدی منتقل شد که در بخش نیمه روستایی قرار داشت و درنهایت توسط خیابان‌های جرارد، ویکتوریا، گود و چرچ احاطه شد.
Egerton Ryerson یک معلم برجسته، سیاستمدار و وزیر متدیست بود. وی به عنوان پدر سیستم مدارس دولتی انتاریو شناخته می‌شود. وی همچنین بنیانگذار اولین شرکت چاپ و نشر در کانادا در سال ۱۸۲۹ ، انتشارات کتاب متدیست است که در سال ۱۹۱۹ به مطبوعات ریرسون تغییر نام داد و امروز بخشی از مک گرو-هیل رایرسون، ناشر کانادایی کتابهای آموزشی و حرفه ای است، که هنوز هم نام Egerton Ryerson را بخاطر فعالیت‌های کانادایی خود یدک می‌کشد.
Egerton Ryerson علاوه برآوردن آموزش عمومی به انتاریو، با تأسیس سیستم ویرانگر مدارس مسکونی کانادا نیز خود را بدنام کرده‌است. از زمان راه اندازی کمیسیون حقیقت و آشتی کانادا در سال ۲۰۰۸، مدیریت دانشگاه رایرسون برای رفع این جنبه از میراث اگرتون رایرسون تلاش کرده‌است. دکتر Denise O'Neil Green مشاوره در سطح جامعه را برای تدوین پاسخ دانشگاه Ryerson به گزارش نهایی کمیسیون حقیقت و آشتی و دعوت به عمل هدایت کرد. در سال ۲۰۱۷، دکتر دنیس اونیل گرین به عنوان معاون اول دانشگاه، صاحبان سهام و اجتماع دانشگاه رایرسون منصوب شد. دانشگاه رایرسون اولین دانشگاه کانادایی بود که با این اختیارات سمت معاون رئیس دانشگاه را ایجاد کرد.
مؤسسه صنعتی رایرسون در سال ۱۹۴۸ تأسیس شد و در سال ۱۹۶۶ به دانشگاه پلی تکنیک رایرسون تغییر پیدا کرد.
این مؤسسه در ماه ژوئن ٬۲۰۰۱ به دانشگاه رایرسون تغییر نام داد. امروزه دانشگاه رایرسون، رشته‌های هوافضا، شیمی، عمران، مکانیک، برق، مهندسی پزشکی و مهندسی کامپیوتر ارائه می‌دهد. مقطع لیسانس مهندسی پزشکی اولین بار هست که در کانادا به‌صورت مجزا ارائه می‌شود.

## تشکیلات

### دانشکده مدیریت تد راجرز
دانشکده مدیریت تد راجرز (TRSM) یک مدرسه بازرگانی است که توسط انجمن مدارس عالی تجارت پیشرو (AACSB) معتبر شناخته شده‌است. TRSM واقع در خیابان Bay در نزدیکی منطقه مالی تورنتو، برنامه‌های مختلفی را در رشته‌های مختلف تجاری ارائه می‌دهد. این مدرسه بزرگترین برنامه مدیریت کارشناسی کانادا را همراه با چندین برنامه تحصیلات تکمیلی در خود جای داده‌است. برنامه‌های کارشناسی بازرگانی (BComm) در مقطع کارشناسی دانشکده به دسته‌های زیر تقسیم می‌شوند:
- حسابداری و مالی
- مدیریت کسب و کار
- مدیریت فناوری تجارت
- مهمانداری و مدیریت گردشگری
- مدیریت خرده فروشی

دانشکده مدیریت تد راجرز یک پیشوای شناخته شده در زمینه آموزش کارآفرینی در کانادا است و برنامه کارآفرینی دانشگاه رایرسون، یکی از بزرگترین برنامه‌های کارآفرینی در کانادا را در خود جای داده‌است.
تحصیلات تکمیلی شامل MBA با گرایش جهانی و MBA در مدیریت فناوری و نوآوری است. این دانشکده همچنین یک کارشناسی ارشد علوم مدیریت (MScM) را در مدیریت فناوری و نوآوری ارایه می‌دهد.
میزان قبولی برنامه MBA دانشکده مدیریت تد راجرز ۲۵٪ است، دومین پایین‌ترین میزان قبولی درمیان ۳۹ برنامه MBA کانادا که توسط Financial Post در مارس ۲۰۱۲ رتبه‌بندی شده‌است.
در سال تحصیلی ۲۰۰۹–۲۰۱۰، رایرسون دو رشته جدید را در برنامه مدیریت بازرگانی معرفی کرد: حقوق و تجارت و مطالعات مدیریت جهانی. رشته مطالعات مدیریت جهانی جانشین رشته مدیریت است که آخرین بار در سال ۲۰۱۰ تا ۲۰۱۱ ارائه شده‌است.
در پاییز ۲۰۱۳، دانشکده مدیریت تد راجرز دانشکده جدیدی از حسابداری و امور مالی را راه اندازی کرد. رشته‌های حسابداری و امور مالی به‌طور انحصاری از طریق دانشکده حسابداری و امور مالی ارائه می‌شوند و دیگر از طریق برنامه مدیریت بازرگانی امکان‌پذیر نیست.
برنامه‌های تجاری مستقر در دانشگاه در «ساختمان تجاری» پس از کمک مالی ۱۵ میلیون دلاری از تد راجرز به امکانات جدید منتقل شدند. این مدرسه در یک ضلع جدید از مرکز ایتون تورنتو در گوشه جنوب شرقی خیابان‌های بی و داندس قرار دارد. این مدرسه سه طبقه از ساختمام نه طبقه را اشغال می‌کند (دو طبقه با کاربری‌های خرده فروشی اشغال می‌شود). ادغام دانشکده رایرسون با کاربردهای تجاری در همان ساختمان به عنوان یک راه حل ابتکاری برای دانشگاه مرکز شهر تحسین شده‌است.

### دانشکده هنر
دانشکده هنر شامل یازده گروه علوم انسانی و علوم اجتماعی است و نقش دوگانه ای در دانشگاه دارد. دانشکده برنامه‌های تحصیلات تکمیلی را در دو سطح کارشناسی ارشد و دکترا ارائه می‌دهد.
گروه‌ها شامل رشته‌های هنر و مطالعات معاصر؛ جرم‌شناسی اقتصاد؛ انگلیسی؛ جغرافیا و مطالعات محیطی؛ تاریخ؛ زبان ها؛ ادبیات و فرهنگها فلسفه؛ سیاست و مدیریت عمومی؛ روانشناسی؛ جامعه‌شناسی؛ و هنرهای اعلام نشده می‌باشد.

### دانشکده خلاقیت
مدرسه خلاقیت در دانشگاه متروپلیتن تورنتو، تحقیق، آموزش و نوآوری در هنر و رسانه های جدید  و صنایع خلاق را در 9 مدرسه و 27 برنامه ارائه می دهد که در سطح ملی و بین المللی به عنوان برترین ها در زمینه خود شناخته شده اند. مدرسه خلاق جزو 9 مدرسه حرفه‌ای پیشرو در زمینه مطالعات رسانه و ارتباطات، طراحی و صنایع فرهنگی، و متمرکز بر نوآوری و کارآفرینی، و یک شبکه بین‌المللی قوی است که بر اساس میراث تثبیت‌شده توسعه نسل بعدی رهبران خلاق بنا شده است. 

### دانشکده ارتباطات و طراحی
دانشکده ارتباطات و طراحی از ۹ مدرسه تشکیل شده‌است که در مجموع ۱۳ رشته کارشناسی و هفت رشته تحصیلات تکمیلی ارائه می‌دهد.
دانشکده ارتباطات و طراحی (FCAD) معتبرترین برنامه مد کانادا را در خود جای داده‌است. دانشکده مد دارای شهرت بین‌المللی شدیدی است که ریشه آن در بیش از ۶۵ سال رهبری در آموزش مد است. این مدرسه با بیش از ۶۰۰ دانشجوی تمام وقت مد از حدود ۱۴۶ کشور مختلف، در میان ۱۰ مدرسه برتر مد در کانادا قرار دارد. اخیراً، توسط شورای آموزش BoF در میان بهترین مدارس مد در سطح کارشناسی در سال ۲۰۱۹ قرار گرفت.
برنامه‌های تحصیلات تکمیلی شامل Ph.D. و برنامه‌های کارشناسی ارشد در ارتباطات و فرهنگ (به‌طور مشترک با دانشگاه یورک) و مدرک کارشناسی ارشد در رسانه‌های مستند، مطالعات مد، روزنامه‌نگاری، تولید رسانه، مدیریت عکس و مدیریت مجموعه‌ها، و ارتباطات حرفه ای می‌باشد. این دانشکده همچنین دارای یک گالری و موزه، مرکز تصویر Ryerson و Catalyst است.

### دانشکده خدمات اجتماعی
دانشکده خدمات اجتماعی رایرسون برنامه‌های چند رشته‌ای را در زمینه بهداشت، مطالعات دوران کودکی، عدالت اجتماعی و توسعه جامعه ارائه می‌دهد. این دانشکده شامل برنامه‌های بهداشت و ایمنی می‌باشد. دانشکده بهداشت و حرفه ای به عنوان پیشرو در آموزش پیشگیری از آسیب و بیماری شناخته شده‌است. دانشگاه رایرسون تنها مدرسه ای است که برنامه ای در زمینه بهداشت و ایمنی شغلی را در انتاریو ارائه می‌دهد. برنامه‌های گواهی بهداشت و ایمنی را می‌توان از طریق دانشکده تحصیلات تکمیلی چنگ به پایان رساند.
این دانشکده همچنین شامل برنامه آموزش مامایی (MEP) است که بیستمین سالگرد تأسیس خود را در سال ۲۰۱۳ جشن گرفت.
این دانشگاه همچنین میزبان دانشکده پرستاری بزرگی است که در سال ۲۰۰۸ برای دافنه کاکول، مادر اهداکننده جک کاکول و پرستاری که داوطلب کار با جانبازانی بود که در جنگ جهانی دوم از آفریقای جنوبی بازگشته بودند.
همچنین، دانشکده شامل دانشکده برنامه‌ریزی شهری و منطقه ای است. ارائه برنامه در هر دو سطح کارشناسی و کارشناسی ارشد.

### دانشکده مهندسی و علوم معماری
دانشکده مهندسی و علوم معماری رایرسون (دانشکده مهندسی، معماری و علوم سابق) یکی از بزرگترین دانشکده‌های مهندسی کانادا است که بیش از ۴۰۰۰ دانشجوی کارشناسی در ۹ دوره کارشناسی و بیش از ۵۰۰ دانشجوی تحصیلات تکمیلی را دارا می‌باشد. دانشجویان در ۱۵ دوره کارشناسی ارشد و ۵ دوره دکترا مشغول به تحصیل می‌باشند. آزمایشگاه محاسبات هوافضا Ryerson درگاهی برای آزمایشگاه مجازی محاسباتی با عملکرد بالا (HPCVL) برای منطقه تورنتو بزرگ است. HPCVL یک شبکه محاسباتی با سرعت بالای بین دانشگاهی است که به عنوان یک ابر رایانه مجازی عمل می‌کند و قدرت محاسبات فشرده مورد نیاز در حل مشکلات پیچیده مهندسی و سایر رشته‌ها را تأمین می‌کند.
دپارتمان علوم معماری دانشگاه رایرسون در ساختمانی در پلاک ۳۲۵خیابان Church واقع شده‌است که توسط معمار برجسته کانادایی رونالد تام (Ryersonian) طراحی شده‌است. این دانشکده رشته معماری در سطح کارشناسی (B.Arch.) و سطح کارشناسی ارشد (M.Arch.) ارائه می‌دهد که توسط شورای صدور گواهینامه معماری کانادا به رسمیت شناخته شده‌است.
مرکز محاسبات و مهندسی در سپتامبر ۲۰۰۴ افتتاح شد و یک مرکز پیشرفته علمی، فنی و تحقیقاتی است که تقریباً یک کل بلوک شهر را در مرکز شهر تورنتو دربر گرفته‌است. نام این ساختمان در نوامبر ۲۰۰۵ به مرکز مهندسی و محاسبات جورج واری تغییر یافت. محققان رایرسون در رشته‌های مهندسی و علوم موفق به کسب جوایز معتبر برتر پژوهشی، صندلی‌های تحقیقاتی کانادا، صندلی تحقیقات صنعتی NSERC شده‌اند. همچنین برنامه مهندسی پزشکی که در پاییز ۲۰۰۸ در Ryerson ارایه شد و اولین برنامه در کانادا است.
این دانشکده میزبان مرکز انرژی شهری (CUE) است. CUE توسط Hydro One , Ontario Power Authority و Toronto Hydro حمایت مالی می‌شود. این مرکز بر تحقیقات انرژی و چالش‌های انرژی شهری متمرکز است.

### دانشکده علوم
در تاریخ ۲۹ ژوئن ۲۰۱۱، دانشگاه اعلام کرد سنای دانشگاه افتتاح دانشکده علوم را تأیید کرد است، این دانشکده جدیدترین دانشکده در دانشگاه رایرسون در حدود ۴۰ سال گذشته می‌باشد. دانشکده علوم از چهار زیر مجموعه اصلی شیمی و زیست‌شناسی، فیزیک، ریاضیات و علوم رایانه تشکیل شده‌است. پروفسور ایموژن کو اولین رئیس و بنیانگذار علوم بود. پیش از این، کو دانشیار تحقیق در دانشگاه یورک بود و قبل از آن، رئیس گروه زیست‌شناسی در آن دانشگاه.
دانشکده علوم دانشگاه رایرسون مدرک کارشناسی علوم (BSc) را در زمینه‌های ریاضیات کاربردی، زیست‌شناسی، علوم زیست پزشکی، شیمی، علوم کامپیوتر، ریاضیات مالی و فیزیک پزشکی ارائه می‌دهد. مطالعات تحصیلات تکمیلی شامل مطالعات بیومولکولی، زیست پزشکی، محاسباتی و ریاضی است.

### آموزش مداوم
دامشکده آموزش مداوم G. Raymond Chang مدرسه ای است که مسئول آموزش مداوم در دانشگاه Ryerson است. این دانشکده برنامه‌های گواهی، دوره‌های اعتبار مدرک، و دوره‌های گواهی و علاقه‌مندی را ارائه می دهدو یکی از بزرگترین ارائه دهندگان آموزش بزرگسالان در کانادا است که ۶۸۰۰۰ نفر در سال ۲۰۱۷–۲۰۱۸ در آن ثبت نام کرده‌اند.

## پردیس

### میدان رایرسون
هسته مرکزی رایرسون منطقه ای برای عابران پیاده است که در امتداد خیابان‌های گولد و ویکتوریا قرار دارد، که به میدان رایرسون معروف است.
در سال ۱۹۷۸ خط عمومی معروف به خیابان ویکتوریا که از جنوب به گولد گسترش می‌یابد به دلیل تردد وسایل نقلیه مسدود شد. گوشه جنوب شرقی این تقاطع یک پارکینگ بود. این فضا اکنون بخشی از میدان Devonian را تشکیل می‌دهد و دارای یک حوض آب است که در زمستان به عنوان یک پیست اسکیت استفاده می‌شود. میدان Devonian متعلق به رایرسون است اما توسط سازمان پارک‌ها، جنگلداری و تفریحی شهر تورنتو نگهداری می‌شود.
اتحادیه دانشجویی رایرسون که قصد داشت منطقه عابر پیاده را گسترش دهد، سالها برای بستن ترافیک از خیابان گولد فعالیت می‌کرد. در سال ۲۰۱۰ یک برنامه آزمایشی یک ساله تصویب شد که بعداً برای شش ماه دیگر تمدید شد. در ۶ فوریه ۲۰۱۲، شورای شهر تورنتو رأی داد که خیابان برای تردد اتومبیل، از O'Keefe Lane تا Bond Street بسته شود. این فضا رسماً به میدان رایرسون تغییر نام داد.

### توسعه پردیس
در سال ٬۲۰۰۶ دانشگاه برنامه توسعه گسترده پردیس را اعلام کرد که شامل طراحی یک برنامه جامع توسعه شهری می‌باشد. در طی ۱۰ سال، دانشگاه به‌طور قابل ملاحظه ای توسعه پیدا می‌کند، افتتاح چندین ساختمان جدید از جمله مرکز آموزش دانشجویی، یک مرکز جدید ورزشی دانشجویی در ورزشگاه میپل لیف گاردنز و یک خوابگاه جدید دانشجویی بخشی از این برنامه است.
در سال ٬۲۰۰۸ سه ملک در خیابان یانگ از جمله، فروشگاه سابق ٬Sam the Record Man به مالکیت دانشگاه درآمد تا دانشگاه بتواند ساخت مرکز آموزش دانشجویی را آغاز کند. این ساختمان که توسط گروه اسنوهتا طراحی شده در سال ۲۰۱۵ افتتاح شد. این مجموعه به دانشجویان فضایی اختصاصی برای مطالعات و همکاری فراهم کرده و همچنین به سمبلی از دانشگاه در خیابان یانگ تبدیل شده‌است.
در سال ٬۲۰۱۲ دانشگاه از همکاری با یک توسعه دهنده خصوصی برای ساخت یک خوابگاه جدید دانشجویی در خیابان جارویس خبر داد. با افتتاح در سال ٬۲۰۱۸ خوابگاه جدید HOEM فضای خوابگاهی دانشجویی دانشگاه را تا ۳۰٪ افزایش داده‌است.
در پاییز سال ٬۲۰۱۷ توسعهٔ بزرگ بعدی دانشگاه، ساخت مجتمع علوم سلامت دافنه کاکوِل بوده که در شمال خیابان چرچ و در ضلع شرقی خیابان داندس قرار دارد. عملیات ساختمانی در سال ۲۰۱۹ به اتمام رسید و این مجموعه ۲۹ طبقه فضای آموزشی، دفاتر اداری و ۱۸ طبقه خوابگاه دانشجویی را در خود جا داده‌است.

### مرکز ورزشی متمی
رئیس اسبق دانشگاه، شلدون لوی، در تاریخ ۱ دسامبر ۲۰۰۹ اعلام کرد دانشگاه ورزشگاه میپل لیف گاردنز را خریداری و بازسازی می‌کند تا به عنوان یک مرکز ورزشی در دانشگاه با بودجه ای معادل ۶۰$ میلیون به بهره‌برداری برسد. هزینه بازسازی بین دولت فدرال کانادا، دانشگاه رایرسون و فروشگاه‌های زنجیره ای لابلاز تقسیم شد. این مجموعه با نام مرکز ورزشی متمی شناخته می‌شود، که شامل سالن‌های ورزشی و کلاس‌های درسی در طبقات بالایی می‌شود. ورودی خیابان و طبقات پایینی نیز شامل، یک فروشگاه لابلاز، یک فروشگاه جویی فرش، یک فروشگاه LCBO و یک پارکینگ می‌شود. رایرسون و لابلاز در این مجموعه هر کدام دارای فضای اختصاصی می‌باشند.
مرکز ورزشی متمی که بیشتر با نام "MAC" شناخته می‌شود، شامل یک زمین بسکتبال و سالن‌های والیبال، یک زمین ویژه هاکی روی یخ، یک سالن ویژه حرکات هوازی، و یک سالن بدنسازی می‌باشد.

### کتابخانه
مجموعه کتابخانه رایرسون شامل بیش از ۵۰۰٬۰۰۰ کتاب، ۳۷۰۰ عنوان مقاله چاپ شده و بیش از ۲$ میلیون از منابع الکترونیکی، شامل حدود ۲۳٬۰۰۰ ژورنال الکترونیکی، بیش از حدود ۹۰٬۰۰۰ کتاب الکترونیکی، بانک‌های اطلاعاتی و نمایه، داده‌های مکانی و وبسایت‌های دسته‌بندی شده و مدارک الکترونیکی می‌باشد. بیشتر منابع الکترونیکی از طریق اینترنت برای اعضای رایرسون در دسترس می‌باشد، هرچند اجازه دسترسی بوسیلهٔ ثبت نام در کتابخانه رایرسون ارائه می‌شود.
برج ۱۱ طبقه کتابخانه در سال ۱۹۷۴ ساخته شد، و یک نمونهٔ بارز از معماری زبره‌کاری می‌باشد.
به عنوان بخشی از برنامه جامع گسترش رایرسون، انتظار می‌رود ساختمان کتابخانه به محلی دیگر منتقل شود یا تحت باز سازی‌های گسترده طی سال‌های آتی قرار بگیرد. برای افزایش کیفیت فضای تحصیلی، تمام طبقهٔ ۴ کتابخانه در طی سال تحصیلی ۲۰۰۸ تحت ساخت و ساز قرار گرفت. باز سازی شمال اضافه کردن فضاهای استراحت، یک اتاق مطالعه برای تحصیلات عالی، و پنل‌های LCD می‌باشد. طبقه دوم کتابخانه توسط یک پل به مرکز آموزش دانشجویی متصل شده‌است که در سال ۲۰۰۵ افتتاح شد.

## اعتبار و رتبه‌بندی‌ها
رایرسون به عنوان یکی از دانشگاه‌های پر طرفدار برای ثبت نام نسبت به تعداد صندلی‌های خالی در آنتاریو شناخته می‌شود. در سال‌های ۲۰۱۰٬۲۰۰۹ و ۲۰۱۱ (آخرین آمار موجود)، این دانشگاه مقام دومین دانشگاه پر طرفدار برای فارغ التحصیلان دبیرستان در آنتاریو را کسب کرده‌است. در سال تحصیلی ۲۰۱۵-٬۲۰۱۶ ۶۹٬۳۸۲ درخواست برای ثبت نام در مقطع لیسانس دریافت شد در حالی که ۸٬۴۸۳ صندلی خالی برای ثبت نام موجود بود.
ریسرچ اینفوسورس رایرسون را به عنوان یکی از بالاترین رتبه‌های دانشگاهی در کانادا در مقطع لیسانس در لیست ۵۰ دانشگاه تحقیقاتی کانادا در سال ۲۰۱۴ قرار داده‌است. رایرسون مقام ۲۷ در کانادا، در زمینهٔ درآمد حاصل از تحقیقات در سال ۲۰۱۴ را کسب کرده‌است.
گلوب اند میل٬ در گزارش دانشگاه‌های کانادایی خود در سال ۲۰۱۳ رایرسون را در زمینهٔ دانشگاه‌های بزرگ (بیش از ۲۲٬۰۰۰ دانشجو) قرار داده‌است، همچنین رایرسون رتبه "A-" را در زمینه کیفیت تدریس و آموزش کسب کرده‌است.
در رتبه‌بندی دانشگاهی ۲۰۲۰ نشریه مکلینز٬ مقام دوازدهم را به عنوان دانشگاه جامع کسب کرده‌است. در همان سال رایرسون مقام شانزدهم را در رتبه‌بندی کلی مکلینز کسب کرده‌است.
در رتبه‌بندی ٬۲۰۱۷ نشریه بیزینس کانادایی برنامه MBA را به عنوان یکی از ۱۰ برنامه عالی MBA در کانادا از نظر اعتبار انتخاب کرده‌است. در سال ۲۰۱۷ بلومبرگ بیزینس ویک، برنامه MBA رایرسون را در لیست برنامه‌های MBA خارج از ایالات متحده در مقام ۲۴ قرار داد. همچنین در سال ۲۰۱۹ بلومبرگ بیزینس ویک، برنامه MBA رایرسون را در مقام پنجم در کل کانادا قرار داد.

## مدیر
- هاوارد هیلن کر ۱۹۴۸–۱۹۶۶

## فهرست رؤسا
- فردریک یورگنسن ۱۹۶۶–۱۹۶۹
- آنتونی ویلکینسون ۱۹۶۹–۱۹۷۰
- دونالد موردل ۱۹۷۰–۱۹۷۴
- جورج کوری ۱۹۷۴–۱۹۷۵
- والتر پیتمن ۱۹۷۵–۱۹۸۰
- برایان سیگال ۱۹۸۰–۱۹۸۸
- ترنس وایلی گریر ۱۹۸۸–۱۹۹۰
- دنیز ماک (رئیس موقت اوت - ژانویه) ۱۹۹۰–۱۹۹۱
- ترنس وایلی گریر ۱۹۹۱–۱۹۹۵
- کلاد لاجونس ۱۹۹۵–۲۰۰۵
- شلدون لوی ۲۰۰۵–۲۰۱۵
- محمد لچمی ۲۰۱۵-اکنون

## نگارخانه

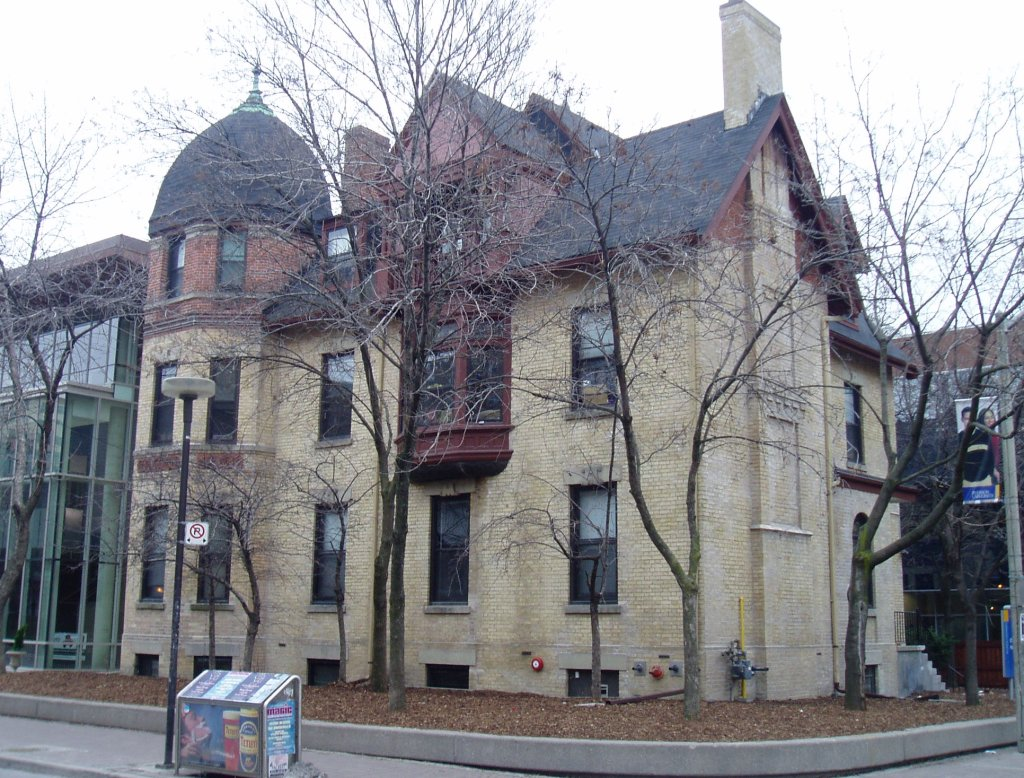
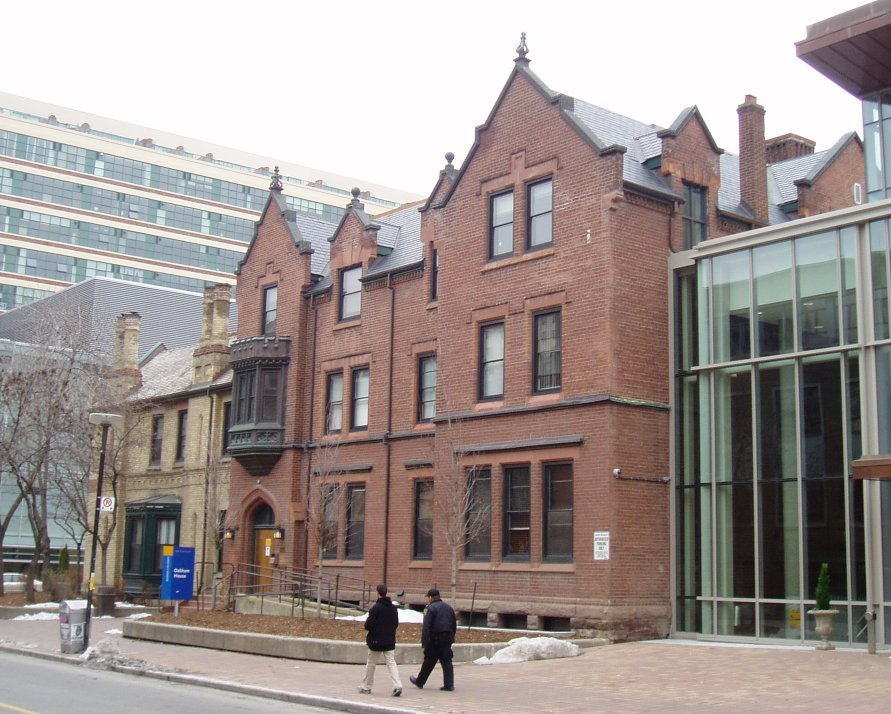